# Amblyeleotris macronema
Amblyeleotris macronema là một loài cá biển thuộc chi Amblyeleotris trong họ Cá bống trắng. Loài cá này được mô tả lần đầu tiên vào năm 1979.

## Từ nguyên
Từ định danh macronema được ghép bởi hai âm tiết trong tiếng Hy Lạp cổ đại: makrós (μακρός; “dài”) và nêma (νῆμα; “sợi chỉ”), hàm ý đề cập đến những gai vươn dài trên vây lưng trước ở loài cá này.

## Phạm vi phân bố và môi trường sống
A. macronema hiện chỉ được biết đến ở đảo Lizard (thuộc rạn san hô Great Barrier). A. macronema được thu thập trên nền cát ở độ sâu khoảng 26 m.

## Mô tả
Chiều dài cơ thể lớn nhất được ghi nhận ở A. macronema là 8 cm. Đầu và thân màu trắng xám với 5 sọc nâu, lốm đốm các vệt nâu nhạt hơn ở khoảng trắng giữa các sọc này. Đầu có các vệt nâu, nhiều đốm xanh lam nhạt trên nắp mang. Vây lưng màu trắng xám, lốm đốm cam, vây trước có thêm các đốm xanh nhạt. Vây hậu môn có dải đen dày ở gần rìa, ngăn cách màu xám nhạt của gốc bởi một sọc xanh óng. Vây đuôi có viền cam nhạt ở rìa trên, lốm đốm xanh nhạt.
Số gai vây lưng: 7; Số tia vây lưng: 12–13; Số gai vây hậu môn: 1; Số tia vây hậu môn: 13; Số gai vây bụng: 1; Số tia vây bụng: 5; Số tia vây ngực: 16–20.

## Sinh thái
A. macronema sống cộng sinh với tôm gõ mõ Alpheus.